# Hennur Kongalale, Arkalgud
Hennur Kongalale là một làng thuộc tehsil Arkalgud, huyện Hassan, bang Karnataka, Ấn Độ.